# Helmsheim
Helmsheim (südfränkisch: Helmse) ist seit 1972 ein Stadtteil der Großen Kreisstadt Bruchsal im Landkreis Karlsruhe in Baden-Württemberg. Der Ort hat rund 2300 Einwohner.

## Geographie
Durch das Gemarkungsgebiet von Helmsheim fließt der Saalbach. Der Ort erstreckt sich hauptsächlich in West-Ost-Richtung und ist sowohl über die B 35 als auch über die K 3502 zu erreichen. Nördlich bzw. westlich befinden sich die Bruchsaler Stadtteile Heidelsheim und Obergrombach, östlich die Gemeinde Bretten und südlich die Gemeinde Gondelsheim.

## Geschichte
Helmsheim wurde erstmals urkundlich im Jahre 769 als Helmulfisheim und Helmolvesheim erwähnt. Der Ort war vom frühen 12. Jahrhundert bis zum Jahre 1299 Sitz eines edelfreien Geschlechts. Südwestlich des Ortes finden sich geringe Spuren der ehemaligen Burg Helmsheim. Die von Helmsheim standen im späten 13. Jahrhundert in Beziehung zu den Zollern. Die Ortsherrschaft wechselte im Jahre 1299 an Graf Albrecht von Hohenberg. Dieser verschrieb die Burg samt den Herrschaftsrechten an Württemberg. Im Jahre 1380 gelangte der Ort an Wiprecht von Helmstatt und 1483 in den Besitz des Bleikhard Landschad von Steinach. Der Ort stand zu dieser Zeit wohl bereits unter kurpfälzischer Landeshoheit. Ab 1561 lässt sich ein kurpfälzisches Lehen urkundlich nachweisen. Nach dem Dreißigjährigen Krieg wurde der Ort an die Kleineicholzheimer Linie der Landschad von Steinach verlehnt. Im 18. Jahrhundert war Helmsheim dann unmittelbar kurpfälzisch und wurde 1771 im Tausch an die Markgrafschaft Baden-Durlach abgetreten. Erst 1792 verzichtete der Ritterkanton Kraichgau auf seine Ansprüche. Der Ort gehörte später zum badischen Amt Münzesheim. Ab 1803 war dann das Ober- bzw. Bezirksamt Bruchsal zuständig, aus dem 1939 der Landkreis Bruchsal erwuchs.
Am 1. Juli 1972 wurde die ehemals selbstständige Gemeinde Helmsheim in die Stadt Bruchsal eingemeindet, zum 1. Januar 1973 gelangte Helmsheim infolge der Auflösung des Landkreises Bruchsal zum vergrößerten Landkreis Karlsruhe.